# 洛祖瓦特卡 (普里莫爾斯克區)
46°46′57″N 36°10′13″E / 46.78250°N 36.17028°E
洛祖瓦特卡（烏克蘭語：Лозуватка）是位於烏克蘭東南部的村莊，由扎波羅熱州別爾江斯克區的普里莫爾斯克市鎮負責管轄。該村始建於1861年，面積1.8平方公里，海拔高度17米，2001年人口695，人口密度每平方公里386.8人。